# Hans Boskamp
Hans Boskamp, geboren als Johan Hendricus Gerardus Hoelscher (Rotterdam, 7 mei 1932 – Dordrecht, 22 maart 2011), was een Nederlands voetballer en acteur. Tevens was hij onder andere actief als zanger, producent van musicals en toneelstukken en manager van artiesten. Hij was een zoon van de acteur Johan Boskamp.

## Loopbaan
Net als veel familieleden voerde Boskamp reeds als tiener de artiestennaam van zijn vader als achternaam. Nadat het gezin Boskamp van Rotterdam naar Amsterdam was verhuisd, meldde hij zich aan bij de voetbalclub AFC Ajax. Hij doorliep de jeugdelftallen en maakte rond 1949 zijn debuut in het eerste van de club. Hij speelde voor Ajax uiteindelijk 84 wedstrijden (0 goals). Boskamp was een linksback. Doordat hij graag opkwam, wat in het voetbal in de jaren vijftig ongebruikelijk was voor een verdediger, werd hij door het publiek en zijn medespelers vergeleken met de Belgische voetballer Léopold Anoul. Boskamp speelde bij Ajax onder andere samen met Rinus Michels en Bobby Haarms. Op 21 september 1952 maakte hij tegen Denemarken zijn interlanddebuut voor het Nederlands elftal. Tot 1954 kwam hij vier keer uit voor Oranje. Hij beweerde recordreserve te zijn bij Nederland en organiseerde in oktober 1960 bij een uitwedstrijd tegen Tsjecho-Slowakije een 'jubileumfeest' ter gelegenheid van zijn vijftigste reservebeurt. In werkelijkheid zat Boskamp in totaal zeven keer op de bank bij interlands.

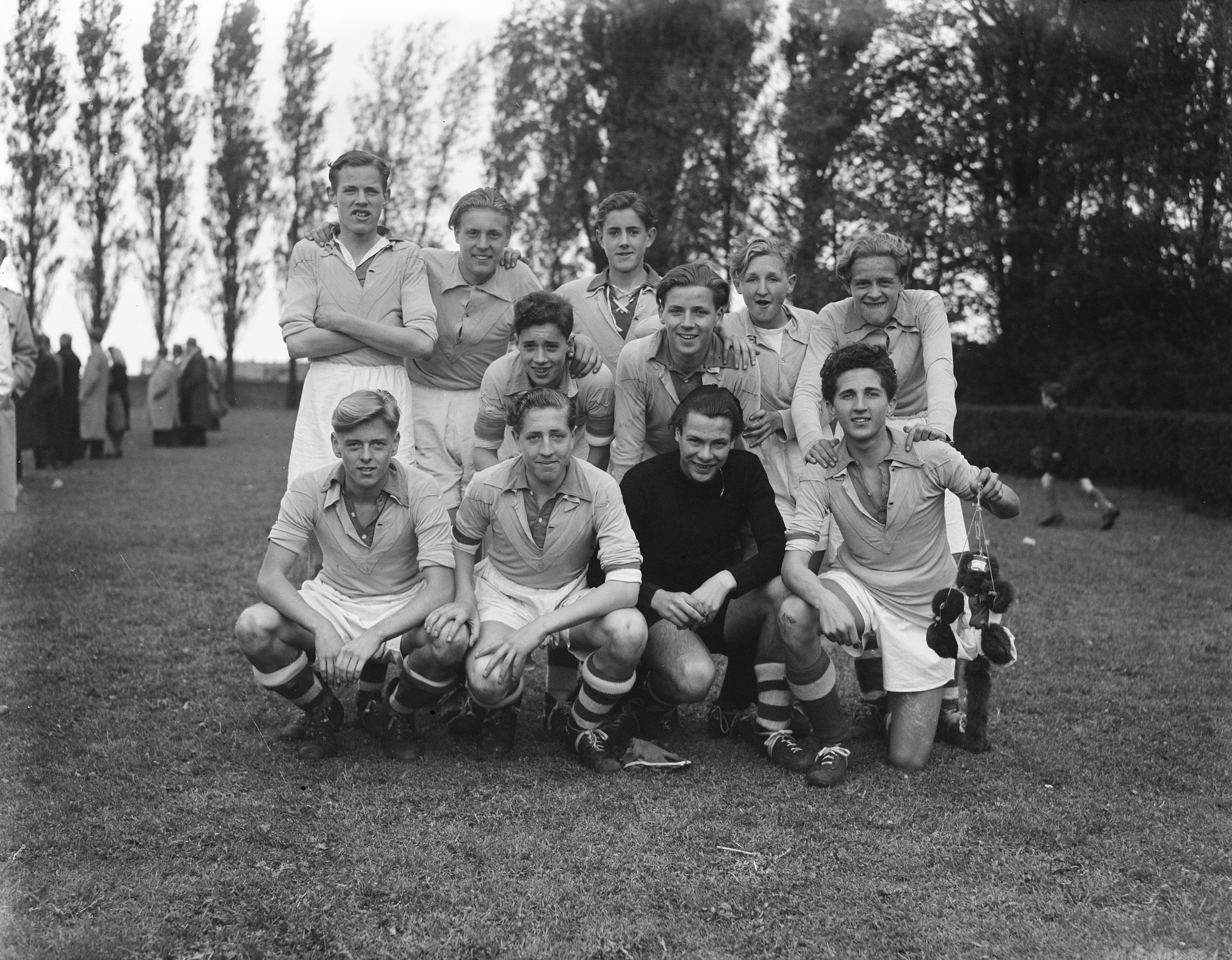
Boskamp als jeugdvoetballer voor Ajax, rechts vooraan (1948)

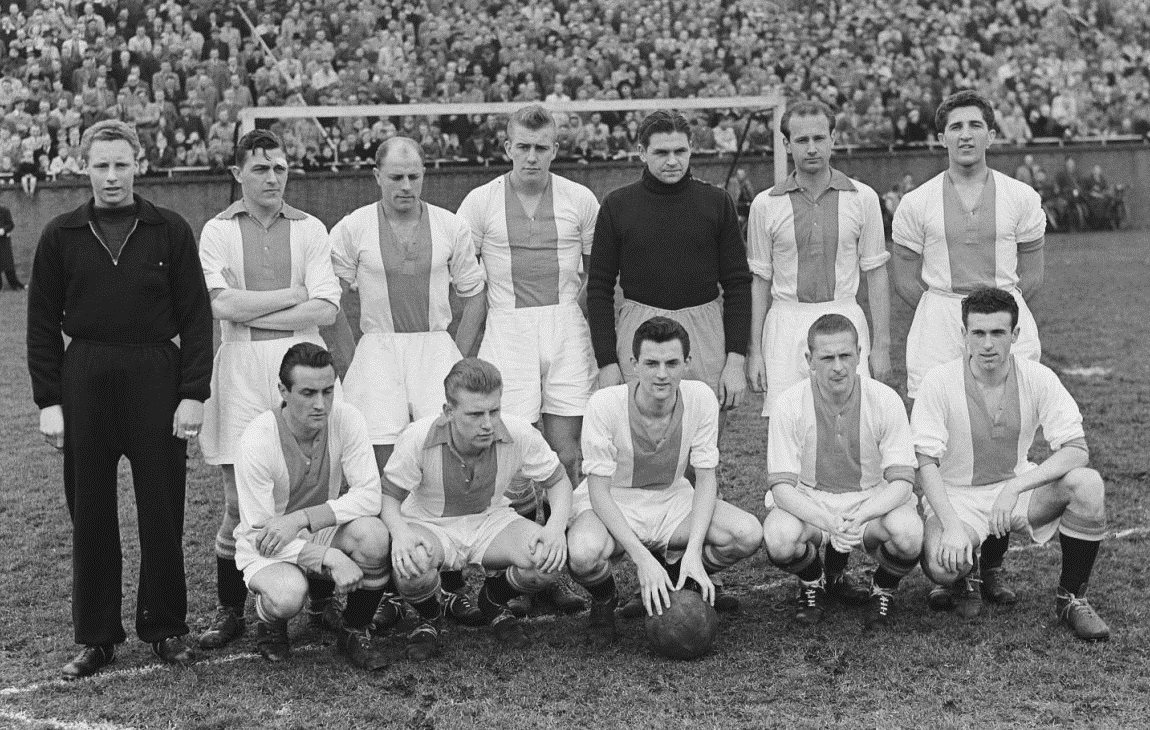
Boskamp bij Ajax, staand geheel rechts (1952)

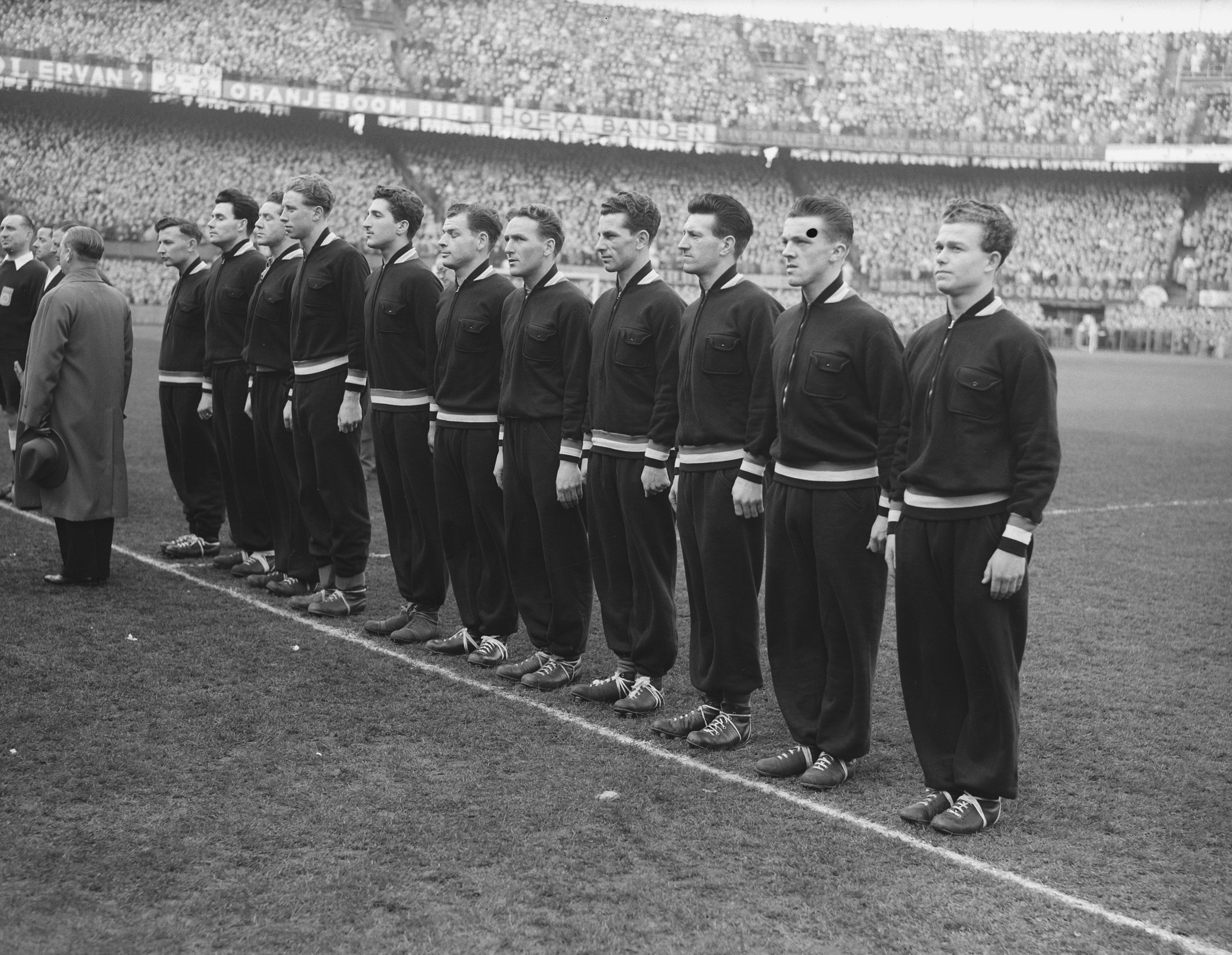
Boskamp bij Oranje in De Kuip tegen Denemarken, 5e van links (1953)

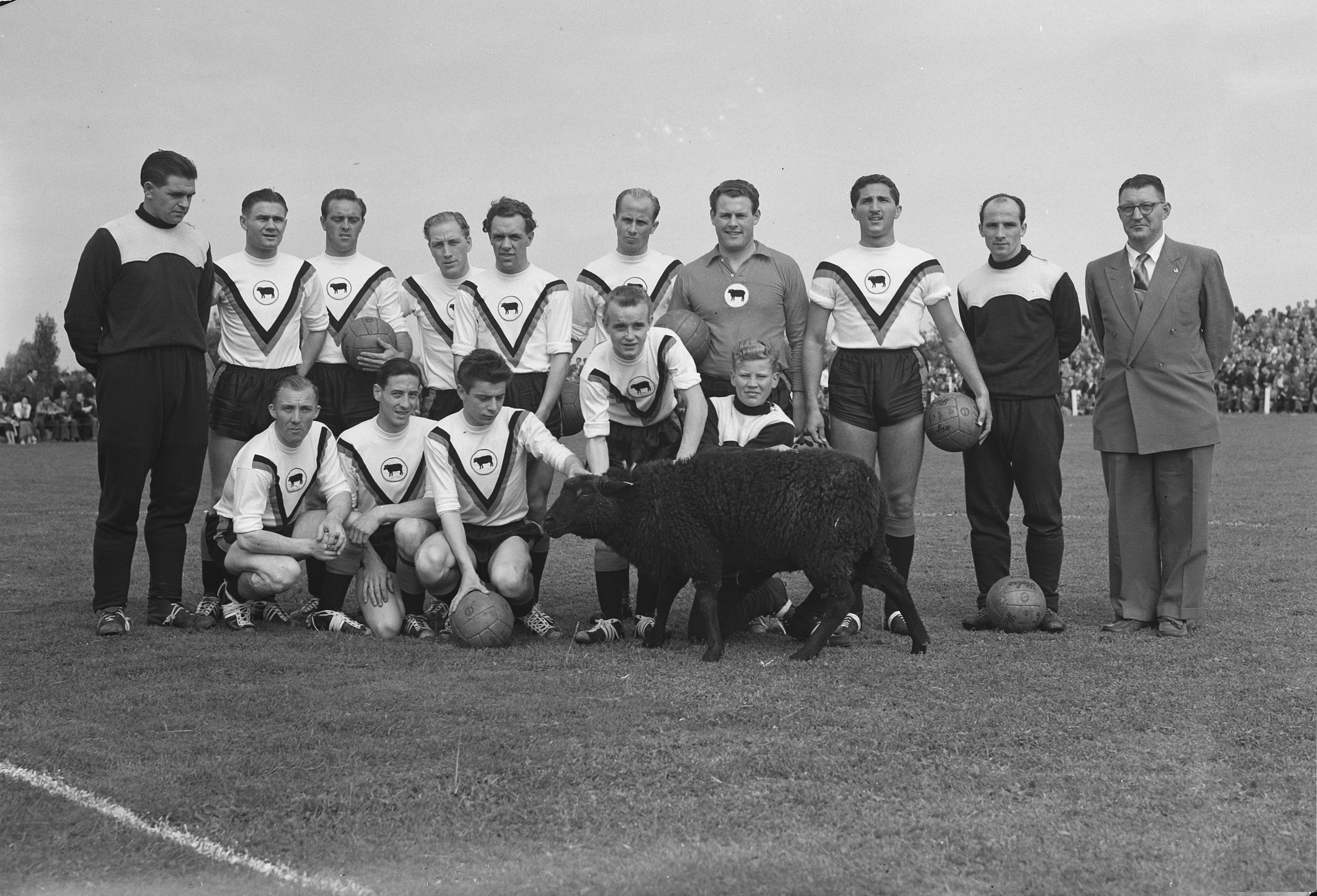
Bij BVC Amsterdam, staand rechts met bal in de hand (1954)

In 1954 verkaste Boskamp van Ajax naar profclub Amsterdam, die werd opgericht om deel te nemen aan de profcompetitie van de NBVB. Nadat de competities van de NBVB en de KNVB in november 1954 werden samengevoegd, ging de club verder onder de naam BVC Amsterdam. Na de fusie met DWS tot DWS/A in 1958, kwam Boskamp tot en met het seizoen 1961/62 uit voor de nieuwgevormde ploeg. In april 1957 liep hij een ernstige hoofdblessure op na een botsing met Jo Toennaer van MVV. Hij had een breuk in het voorhoofdsbeen en door een operatie moesten botsplinters uit het hoofd worden verwijderd. In zijn laatste seizoenen als actief voetballer had Boskamp door zijn activiteiten in de showbusiness geregeld geen tijd om te trainen.

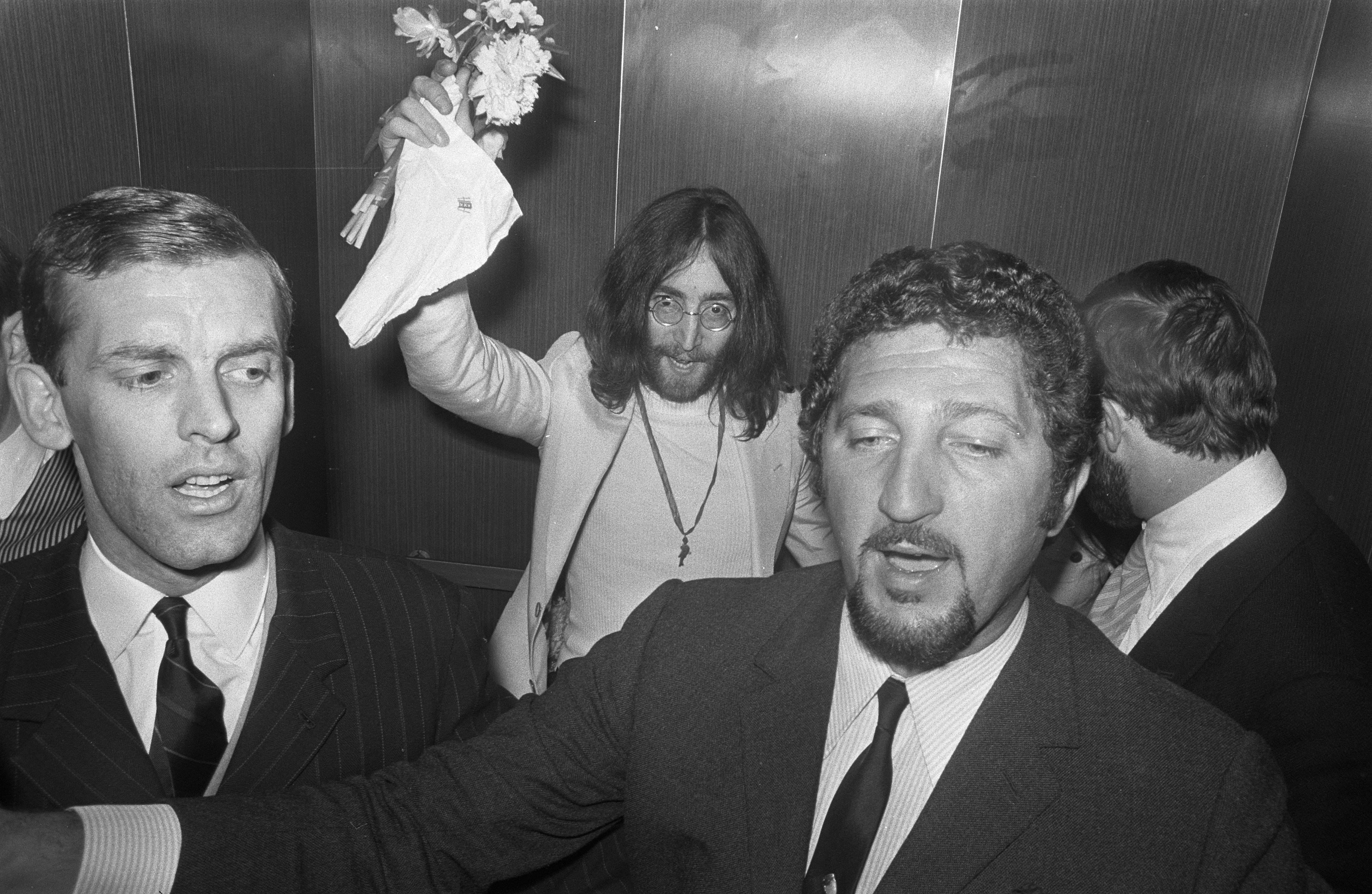
Hans Boskamp met op de achtergrond John Lennon in het Hilton te Amsterdam (1969)

Hij doorliep het St.-Ignatiuscollege maar wisselde naar het Barlaeus Gymnasium.
Naast zijn sportloopbaan heeft Boskamp een studie rechten afgerond aan de Nederlandsche Economische Hoogeschool in Rotterdam, gevolgd door een bankopleiding. Hij was tot 1960 werkzaam als beurshandelaar. Vanaf ongeveer 1954 was hij als toneelspeler verbonden aan de Nederlandse Comedie. Met zijn echtgenote Nan nam hij in 1956 het nummer Aan de Amsterdamse grachten van liedjesschrijver Pieter Goemans op, wat de eerste plaatopname van dit liedje is. In 1960 werd hij door zijn buurman Toon Hermans geïntroduceerd bij de Belgische Franstalige chansonnier Jacques Brel. Tijdens concerten van Brel verzorgde Boskamp het voorprogramma. Hij trad in dienst van platenmaatschappij Bovema/EMI en begeleidde artiesten als Charles Aznavour, Diana Ross en The Jackson Five. In 1969 begeleidde hij John Lennon en Yoko Ono tijdens hun 'Bed-In' in het Hilton Hotel in Amsterdam.
Op het toneel was Boskamp veelvuldig te zien in het stuk Potasch en Perlemoer, dat eerder werd opgevoerd met zijn vader en Johan Kaart in de titelrollen. Boskamp was vooral te zien in de rol van Perlemoer, maar speelde in de loop der jaren alle mannelijke rollen in het stuk. Hij was producent en had tientallen jaren de rechten om het toneelstuk in Nederland uit te voeren. In 1966 bracht Boskamp de musical Anatevka in Nederland op de planken. In 1975 speelde hij in het toneelstuk Kiss me Kate naast Coen Flink en Willeke Alberti. In de musical My Fair Lady had hij de rol van Alfred Doolittle.
In de televisieserie Floris (1969) van regisseur Paul Verhoeven is Boskamp te zien als Lange Pier. Eerder zong hij als Dirk, de "Griekse gastarbeider", in de serie Ja zuster, nee zuster het liedje Stroei-voei. Hij speelde rollen in Ti-ta-tovenaar, Turks fruit, Pipo en de Piraten van Toen en Sil de Strandjutter. In de televisieserie Oppassen!!! vertolkte hij tussen 1994 en 2003 de rol van Jopie Geleinse. Voor het kinderprogramma Sesamstraat deed hij de nasynchronisatie van Oscar Mopperkont, het groene wezen dat een vuilnisbak als onderkomen heeft.
In 1976 was hij te horen als Zwarte Pier de Zeerover, op het gelijknamige album.

## Ziekte en overlijden
In 2008 lag Boskamp maanden in het ziekenhuis en werd er voor zijn leven gevreesd. Hij had problemen met zijn nieren, had last van uitdrogingsverschijnselen en liep bovendien een streptokokkenbesmetting op. Hij herstelde van deze gezondheidsproblemen. Op 14 maart 2011 werd hij met een herseninfarct in een ziekenhuis in Dordrecht opgenomen. Boskamp overleed ruim een week later op 78-jarige leeftijd.

## Privé
Boskamp is vier keer getrouwd geweest. Zijn eerste vrouw is een dochter van cabaretier Harry Boda, zijn derde vrouw de actrice Hannah de Leeuwe. Hij had vier kinderen; twee uit zijn eerste huwelijk, één uit zijn tweede en één met Ansje van Brandenberg. Hij heeft ook korte relaties gehad met actrices Hetty Verhoogt en Marijke Boonstra.

## Filmografie
- Ja zuster, nee zuster (1968) – Dirk, de "Griekse gastarbeider" (1 aflevering)
- Floris (1969) – Lange Pier (3 afleveringen)
- Ti-Ta Tovenaar (1972) – Oom Titov
- Geen paniek (1973) – Henk Blaffert
- Turks fruit (1973) – Winkelchef
- Pipo en de Piraten van Toen (1975) – Kapitein Labbedoe (5 afleveringen en als film)
- Sil de Strandjutter (1976) – Douwe
- Sesamstraat (1976) - Oscar Mopperkont
- De Mantel Der Liefde (1978)
- De Bende van Hiernaast (1980)
- Herenstraat 10 (1983–1984) – Rudy
- Moordspel afl. 5, "Te hard akkoord" (1987) – Harry
- Drie is te veel (1988)
- Een fijn span (1989)
- De Victorie (1994) – Joop van de Molen
- Oppassen!!! (1994–2003) – Jopie Geleinse
- Het Zonnetje in Huis (1996) – Dhr. Welleman
- Loenatik (2001) – Zigeunerman (afl, een saaie dag)
- Baantjer: De Cock en de dode duivenmelker (2002) – Arie Kooy
- Toen was geluk heel gewoon (2004) – Hans Boskamp
- Sinterklaasjournaal (2006) – Domste opa van Nederland